# Margarita Nikolaeva
Margarita Nikolaeva (în rusă Маргарита Николаева; n. 23 septembrie 1935, Ivanovo, RSFS Rusă, URSS – d. 21 decembrie 1993, Odesa, Ucraina) a fost o gimnastă artistică ce a reprezentat Rusia, medaliată olimpică. A participat la o ediție a Jocurilor Olimpice (1960) în care a câștigat două medalii de aur.

## Participări
Lista de mai jos prezintă principalele competiții la care a participat Margarita Nikolaeva de-a lungul carierei.
- gymnastics at the 1960 Summer Olympics – women's vault[*]